# Кічмаренко Сергій Миколайович
Сергій Миколайович Кічмаренко (нар. 25 березня 1962, с. Студена, Піщанський р-н, Вінницької обл.) — суддя, голова Приморського суду міста Одеси, кандидат юридичних наук, докторант Науководослідного інституту публічного права.

## Життєпис
Народився 25 березня 1962 року, в селі Студена Вінницької області.
Пройшов обов'язкову службу в прикордонних військах, на лінійній заставі на південному кордоні СРСР у Закавказзі. Під час проходження служби активно займався вільною боротьбою, отримав майстра спорту по вільній боротьбі і самбо.
В 1989 році закінчив Одеський національний університет імені І. І. Мечникова, де здобув ступінь спеціаліста з правознавства.

### Юридична кар'єра
З 1989 року — почав стажуватися на посаду народного судді в Київському районному народному суді Одеси, пізніше в Іллічівському районному народному суді м. Одеси.
В 1991 році — став суддею в Іллічівському районному суді м. Одеси.
З січня 2003 року — працював суддею в Малинівському районному суді м. Одеси. А з липня 2004 року став заступником голови Малинівського районного суду м. Одеси.
З січня 2006 року став працювати в Приморському суді м. Одеси. Того ж року став головою Приморського районного суду м. Одеси.

## Громадська діяльність
Сергій Кічмаренко активно виступає за недопустимість тиску на судову владу з боку будь-якої сторони. Таким чином він критикував громадян, які зривали судові засідання шляхом погроз і втручанням в судовий процес, спробами затягуванням судових процессів, а також правоохороців, які бездіяльністю створюють тиск на судову владу.
Також Сергій Миколайович виступає за реформування судової влади, бере участь в організації конференцій щодо змін в судовій владі.

## Деякі конференції
- Конференція з актуальних питань подальшої реформи інституту присяжних при відправленні правосуддя судами в Україні[9]
- Круглий стіл на тему «Безоплатна правова допомога громадянам»[10]
- IV конференція суддів загальних судів[11]
- Зустріч «БЕЗ ГАЛСТУКІВ» проекту «TO-BE JURIST»[12]

## Деякі наукові праці
В 2017 році Сергій Кічмаренко захистив дисертацію на ступінь кандидата юридичних наук. В своїх наукових роботах він часто підіймає проблематику тиску на судову владу, а також пропонує шляхи вирішення питань, які забезпечать незалежність судової влади.
- Адміністративно-правовий статус суб’єктів, які посягають на незалежність судової влади в Україні[16]
- Адміністративне право України. Повний курс: підручник[17]
- Міжнародний і зарубіжний досвід забезпечення незалежності судової влади[18]

## Нагороди та відзнаки
- Сергій Кічмаренко є майстером спорту по вільній боротьбі і самбо[3]
- Декілька років поспіль входить в топ-100 впливових Одеситів за рейтингом інформаційного агентства Одесамедіа[19][20][21]
- Знак пошани Одеського міського голови[22]